# Урмайн

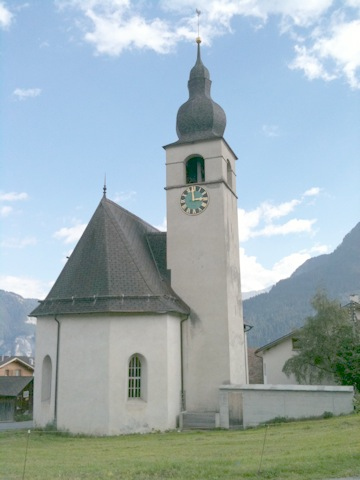
Церковь

Урмайн (нем. Urmein) — коммуна в Швейцарии, в кантоне Граубюнден. 
Входит в состав округа Хинтеррайн. Население коммуны составляет 128 человек (на 31 декабря 2013 года). Для большинства жителей родным является немецкий язык. Официальный код  —  3670.

## Достопримечательности
Церковь 1720—1722 годов постройки.